# Tom Gilbert
Thomas „Tom“ Kelly Gilbert (* 10. Januar 1983 in Minneapolis, Minnesota) ist ein ehemaliger US-amerikanischer Eishockeyspieler, der im Verlauf seiner aktiven Karriere zwischen 2002 und 2021 unter anderem 672 Spiele für die Edmonton Oilers, Minnesota Wild, Florida Panthers, Canadiens de Montréal und Los Angeles Kings in der National Hockey League (NHL) auf der Position des Verteidigers bestritten hat. Darüber hinaus verbrachte Gilbert vier Spielzeiten bei den Nürnberg Ice Tigers in der Deutschen Eishockey Liga (DEL).

## Karriere
Nach seinem Schulabschluss an der Bloomington Jefferson High School im US-Bundesstaat Minnesota im Sommer 2001 schloss sich Gilbert den Chicago Steel aus der United States Hockey League an. Dort war er in der Saison 2001/02 ein fester Bestandteil des Teams, nachdem er bereits in der Vorsaison seine erste Partie für die Mannschaft bestritten hatte. Bereits nach der Spielzeit 2001/02 war Gilbert von der Colorado Avalanche in der vierten Runde an 129. Position ausgewählt worden, wechselte aber für die folgenden vier Jahre zunächst an die University of Wisconsin–Madison, wo er mit der Universitätsmannschaft Wisconsin Badgers in der Western Collegiate Hockey Association der National Collegiate Athletic Association spielte. Während dieser Zeit wurde er von der Colorado Avalanche im März 2004 für Torhüter Tommy Salo und ein Sechstrunden-Wahlrecht im NHL Entry Draft 2005 zu den Edmonton Oilers transferiert und gewann mit den Badgers am Ende der Saison 2005/06 die NCAA Division-I-Championship. Dabei erzielte Gilbert auf Vorlage von Joe Pavelski den entscheidenden Führungstreffer beim 2:0-Sieg über das Boston College und war über das gesamte Spieljahr der herausragende Verteidiger des Teams.
Im Sommer 2006 wechselte Gilbert in den Profibereich und spielte für die Wilkes-Barre/Scranton Penguins in der American Hockey League, das damalige Farmteam der Oilers. Seine hervorragende Rookiesaison mit 30 Punkten in 48 Partien überzeugte die Scouts der Oilers sehr, so dass sie ihn noch während des Spieljahres in den NHL-Kader beriefen, wo der US-Amerikaner mit sechs Punkten aus zwölf Spielen weiter auf sich aufmerksam machte. Durch seine guten Leistungen im Sommertrainingscamp der Oilers erhielt er zum Start der Saison 2007/08 einen Stammplatz und spielte ein solides Jahr, dass er als mit Abstand torgefährlichster Rookieverteidiger der Liga beendete. Seine 13 Saisontreffer stellten einen neuen Franchise-Rekord für einen Verteidiger-Neuling der Edmonton Oilers dar. Im April 2008 einigte er sich mit den Edmonton Oilers auf eine Vertragsverlängerung um sechs Jahre bis zum Saisonende 2013/14, welche dem US-Amerikaner ein jährliches Durchschnittsgehalt von rund vier Millionen US-Dollar zusicherte.
Am 27. Februar 2012 transferierten ihn die Edmonton Oilers im Austausch für Nick Schultz zu den Minnesota Wild. Im Juli 2013 wurde sein Kontrakt von den Wild frühzeitig ausbezahlt (buy out). Nach einer Saison bei den Florida Panthers schloss sich Gilbert im Sommer 2014 den Canadiens de Montréal an. Diese verlängerten seinen auslaufenden Vertrag nach der Spielzeit 2015/16 nicht, sodass sich der Verteidiger im Juli 2016 als Free Agent den Los Angeles Kings anschloss. Dort stand Gilbert bis Februar 2017 im Kader, ehe er vom Management in die AHL geschickt wurde. Anschließend transferierten sie ihn zum Ligakonkurrenten Washington Capitals, wo er bis zum Saisonende für das Farmteam Hershey Bears auflief. Im Juli 2017 wechselte er zu den Nürnberg Ice Tigers in die Deutsche Eishockey Liga. Dort wurde sein Vertrag im Juli 2018 um zwei Jahre verlängert und gehörte zu den Führungsspielern in der Abwehr der Ice Tigers. Im Sommer 2021 verließ er den Klub aus Franken und beendete im Anschluss seine aktive Karriere.

## Erfolge und Auszeichnungen
| - 2006 WCHA First All-Star Team - 2006 NCAA West Second All-American Team - 2006 NCAA Division-I-Championship mit der University of Wisconsin–Madison | - 2006 NCAA Championship All-Tournament Team - 2008 NHL All-Rookie Team |

## Karrierestatistik

### International
Vertrat die USA bei:
- Weltmeisterschaft 2008

(Legende zur Spielerstatistik: Sp oder GP = absolvierte Spiele; T oder G = erzielte Tore; V oder A = erzielte Assists; Pkt oder Pts = erzielte Scorerpunkte; SM oder PIM = erhaltene Strafminuten; +/− = Plus/Minus-Bilanz; PP = erzielte Überzahltore; SH = erzielte Unterzahltore; GW = erzielte Siegtore; 1 Play-downs/Relegation; Kursiv: Statistik nicht vollständig)